# Ungarische Badmintonmeisterschaft 2015
Die Ungarische Badmintonmeisterschaft 2015 fand am 11. und 12. April 2015 in Pécs statt.

## Sieger und Platzierte
| Disziplin    | Gold                           | Silber                          | Bronze                                 |
| ------------ | ------------------------------ | ------------------------------- | -------------------------------------- |
| Herreneinzel | Gergely Krausz                 | Bence Pytel                     | Dániel Gradwohl                        |
| Herreneinzel | Gergely Krausz                 | Bence Pytel                     | József Balázs Mester                   |
| Dameneinzel  | Laura Sárosi                   | Ágnes Kőrösi                    | Orsolya Varga                          |
| Dameneinzel  | Laura Sárosi                   | Ágnes Kőrösi                    | Daniella Gonda                         |
| Herrendoppel | Gergely Krausz Márton Szatzker | Máté Dubicz Levente Nagy-Szabó  | Zoltán Kereszti Csaba Szikra           |
| Herrendoppel | Gergely Krausz Márton Szatzker | Máté Dubicz Levente Nagy-Szabó  | Levente Csiszér Pál Pádár              |
| Damendoppel  | Laura Sárosi Réka Sárosi       | Anett Karsai Réka Madarász      | Bianka Bukoviczki Nikoletta Bukoviczki |
| Damendoppel  | Laura Sárosi Réka Sárosi       | Anett Karsai Réka Madarász      | Daniella Gonda Csilla Fórián           |
| Mixed        | Gergely Krausz Laura Sárosi    | Márton Szatzker Nikolett Bogdán | Pál Pádár Vanda Hajdinák               |
| Mixed        | Gergely Krausz Laura Sárosi    | Márton Szatzker Nikolett Bogdán | Levente Csiszér Zsuzsa Czifra          |